# Klemm Kl 35
O Klemm Kl 35 é uma aeronave desportiva e de treino produzida pela Klemm na Alemanha. Uma evolução do Klemm Kl 25, era similar ao seu antecessor, porém, tinha um novo design de asa. Provavelmente o melhor trabalho produzido por Klemm, foi muito bem recebido por todo o mundo como uma maravilha acrobática. Uma versão do Kl 35 foi produzido para servir de aeronave de treino para a Luftwaffe, visto que tinha um lugar para o piloto e outro para um aluno.